# Asystasia pusilla
Asystasia pusilla är en akantusväxtart som beskrevs av C. B, Clarke. Asystasia pusilla ingår i släktet Asystasia och familjen akantusväxter. Inga underarter finns listade i Catalogue of Life.